# Pusti Gradec
Pusti Gradec je naselje u slovenskoj Općini Črnomelju. Pusti Gradec se nalazi u pokrajini Dolenjskoj i statističkoj regiji Jugoistočnoj Sloveniji. 

## Stanovništvo
Prema popisu stanovništva iz 2002. godine naselje je imalo 27 stanovnika.